# Outerbridge Horsey
Outerbridge Horsey (Laurel, 1777. március 5. – Frederick megye, 1842. június 9.) az Amerikai Egyesült Államok szenátora (Delaware, 1810–1821).